# Tunisko na letních olympijských hrách
Tunisko na letních olympijských hrách startuje od roku 1960. Toto je přehled účastí, medailového zisku a vlajkonošů na dané sportovní události.

## Účast na Letních olympijských hrách
| Dějiště LOH            | LOH      | Vlajkonoš                                               | Zlatá medaile | Stříbrná medaile | Bronzová medaile | Celkem |
| ---------------------- | -------- | ------------------------------------------------------- | ------------- | ---------------- | ---------------- | ------ |
| 1960 Řím               | LOH 1960 | nebyl                                                   |               |                  |                  | 0      |
| 1964 Tokio             | LOH 1964 | nebyl                                                   |               | 1                | 1                | 2      |
| 1968 Ciudad de México  | LOH 1968 | nebyl                                                   | 1             |                  | 1                | 2      |
| 1972 Mnichov           | LOH 1972 | Salem Boughattas                                        |               | 1                |                  | 1      |
| 1976 Montréal          | LOH 1976 | nebyl                                                   |               |                  |                  | 0      |
| 1980 Moskva            | 1980     |                                                         |               |                  |                  | Ne     |
| 1984 Los Angeles       | LOH 1984 | Fethi Baccouche                                         |               |                  |                  | 0      |
| 1988 Soul              | LOH 1988 | nebyl                                                   |               |                  |                  | 0      |
| 1992 Barcelona         | LOH 1992 | nebyl                                                   |               |                  |                  | 0      |
| 1996 Atlanta           | LOH 1996 | Skander Hachicha                                        |               |                  | 1                | 1      |
| 2000 Sydney            | LOH 2000 | Omrane Ayari                                            |               |                  |                  | 0      |
| 2004 Athény            | LOH 2004 | Noureddine Hfaiedh                                      |               |                  |                  | 0      |
| 2008 Peking            | LOH 2008 | Anis Chedli                                             | 1             |                  |                  | 1      |
| 2012 Londýn            | LOH 2012 | Heykel Megannem                                         | 1             | 1                | 1                | 3      |
| 2016 Rio de Janeiro    | LOH 2016 | Oussama Mellouli (zahájení) Oussama Oueslati (ukončení) |               |                  | 3                | 3      |
| 2020 Tokio             | LOH 2020 | Inès Búbakríová Mehdi Ben Cheikh                        | 1             | 1                |                  | 2      |
| 2024 Paříž             | LOH 2024 |                                                         |               |                  |                  | x      |
| Celkem                 | 15       |                                                         | 5             | 3                | 7                | 15     |
| Zdroj na Olympedia.org |          |                                                         |               |                  |                  |        |